# Covent Garden
Covent Garden er et område i det centrale London (City of Westminster og det sydvestlige hjørne af Camden). Området er domineret af forretninger og teatre og har indgangen til Royal Opera House, som også bare kendes som "Covent Garden" samt det travle Seven Dials-område.
Området afgrænses af High Holborn, Kingsway, The Strand og Charing Cross Road. Covent Garden Piazza ligger i centrum af området og ligger, hvor der lå et blomster-, frugt- og grøntsagsmarked fra 1500-tallet til 1974, hvor engrosmarkedet flyttede til New Covent Garden Market i Nine Elms.

## Historie

### Romersk tid til 1500-tallet
Der har været beboelse i området siden romersk tid. 
"Convent Garden" (senere forkortet til Covent Garden) var det navn, som Johan uden land (1199 – 1256) gav et 160.000 m² område i Middlesex, som var afgrænset mod vest og øst af, hvad der nu er St. Martin's Lane og Drury Lane, og mod nord og syd af Floral Street og en linje fra Chandos Place, langs Maiden Lane og Exeter Street til Aldwych. 
I denne firkant havde St. Peters Kloster i Westminster en stor køkkenhave i middelalderen. Gennem de næste tre århundreder blev munkenes gamle "convent garden" en vigtig leverandør af frugt og grønttsager til London. I denne periode blev området drevet af lejere med tilladelse fra abbeden af Westminster. 
Denne type af lejemål førte til ejendomstvister i hele kongeriget, som Henrik 8. af England løste i 1540, da han opløste klostrene og overtog deres jord. 
Henrik 8. af England uddelte jorden til John Russell, første jarl af Bedford, Lord High Admiral, og senere jarl af Bedford. For at opfylde sin faders sidste ønske tildelte Edward 6. af England i 1547 resten af “the convent garden” til sin onkel på mødrene side, Edward Seymour, første hertug af Somerset, som begyndte bygningen af Somerset House på sydsiden af The Strand året efter. Da Seymour blev halshugget for forræderi i 1552, blev jorden igen kongens og blev fire måneder senere tildelt en af dem, der havde bidraget til Seymours fald. 160,000 m², kendt som "le Covent Garden" plus "the long acre", blev ved kongelig forordning i al evighed tildelt jarlen af Bedford.

### 1600-tallet til 1800-tallet
Den moderne Covent Garden har sine rødder i det tidlige 17. århundrede, da området "the Convent's Garden" blev genudviklet af Francis Russell, 4. jarl af Bedford. Området blev tegnet af Inigo Jones, den første og største af de engelske renæssancearkitekter. Han var inspireret af planlagte markedsbyer fra sidst I det 15. århundrede og starten af det 16. århundrede såkaldte “bastides”.
Området blev hurtigt en base for købmænd, og efter Storbranden i London i 1666, som ødelagde markedets konkurrenter i byen, blev markedet det vigtigste i landet. Eksotiske varer fra hele verden blev fragtet op ad Themsen og solgt på Covent Garden. Den første beskrivelse af et Punch and Judyshow i Storbritannien blev beskrevet af Samuel Pepys, som så et i maj 1662. I dag er Covent Garden den eneste del af London, hvor det er tilladt at have gadeunderholdning. I 1830 blev en stor bygning inspireret af de romerske bade, som de bl.a. findes i Bath, bygget for at skabe et mere permanent handelscenter.

### Moderne tid
I slutningen af 1960'erne havde trafikpropper i området nået et sådant niveau, at brugen af pladsen som marked ikke længere var bæredygtigt. Hele området var truet af komplet omplanlægning, men et borgerpres fik regeringen til i 1973 at erklære dusinvis af bygninger rundt om pladsen for fredede. Det forhindrede ændringerne. Den følgende år flyttede markedet endeligt til et nyt sted kaldet New Covent Garden Market, ca. 4 km mod sydvest ved Nine Elms. Pladsen faldt hen, indtil dets centrale bygning genåbnede som et shoppingcenter og turistattraktion i 1980. London's Transport Museum og bagindgangen til Royal Opera House ligger på pladsen.
Siden 2005 har Covent Garden været hjemsted for Avenue of Stars, som er Londons svar på Hollywoods Walk of Fame, som løber fra St Paul's Church.

## Anden information
Nærmeste London Underground stationer:
- Covent Garden (Piccadilly Line)
- Charing Cross (Northern Line, Bakerloo Line, National Rail)
- Leicester Square (Piccadilly Line, Northern Line)
- Holborn (Piccadilly Line, Central Line)
- Embankment (Circle Line, District Line, Northern Line & Bakerloo Line – kort gåtur – 500 m.)

## Eksterne links
- Wikimedia Commons har flere filer relateret til Covent Garden
- Covent Garden Community Association
- Covent Garden Street Performers Association Arkiveret 28. juni 2006 hos  Wayback Machine
- In and Around Covent Garden Arkiveret 19. juni 2006 hos  Wayback Machine, a local monthly magazine and guide

51°30′43.09″N 0°7′22.08″V / 51.5119694°N 0.1228000°V